# Іларіон Схимник
Преподобний Іларіон, схимник Печерський (? - † 1074) — правосланий святий, преподобний, суворий аскет.

## Життєпис
Святий Іларіон був учнем і сподвижником преподобного Феодосія. Дотримуючись суворого посту, преподобний Іларіон днями і ночами молився Богу, цим самим наслідуючи свого учителя. Його знали як книгописьменника, що вдень і вночі переписував книги в келії святого Феодосія. А в цей час його наставник співав псалми і пряв шерсть. Подвизався преподобний Іларіон в ХІ столітті. Похований в Дальніх печерах.
Існує версія, що святий Іларіон Схимник, це і є п'ятий митрополит Київський Іларіон, 1051 року рукоположений в митрополити Собором руських єпископів за бажанням великого князя Ярослава Володимировича.
Також є інша версія, істориків Церкви, зокрема митрополит Макарій (Булгаков), відкидав тотожність прп. Іларіона Схимника з митрополитом, однак припускав, що і свт. Іларіон похований у лаврських печерах.
Основне джерело відомостей про Іларіона Схимника — це житіє прп. Феодосія Печерського, складене прп. Нестором. На думку науковця Артамонова Ю.А., преподобний був одним з інформаторів агіографа про життя прп. Феодосія, розповіді святого Іларіона мають автобіографічний характер.
Проводячи багато часу в келії святого, св. Іларіон був свідком декількох чудес. Одного разу, коли в обителі закінчилися гроші і продукти, після молитви прп. Феодосія з'явився прекрасний юнак в чернечому вбранні, який приніс гривню золота. 
Іншим разом чернець Іларіон звернувся до прп. Феодосія з проханням дозволити перехід в іншу келію, оскільки в своїй він не міг відпочивати і молитися через бісівські дошкуляння церковносл. «по вся нощи» (цілими ночами). Ігумен строго звелів ченцю не залишати колишню келію, щоб біси в майбутньому не мали влади над ним, і після молитов прп. Феодосія біси були вигнані. Іларіону також належить оповідання про явище прп. Феодосію, біса у вигляді чорного пса.

Наприкінці XVII ст. було складено епітафії похованим у Дальніх лаврських печерах святим. Одна з них повідомляє:
Преподобний Іларіон Схимник такий воздержаний був, що їв лише раз на тиждень і мало, наслідуючи преподобному Феодосію, бо й співмешканець його був; молитов і молінь багато вдень і вночі, зі схилянням колін та сльозами творивши, догодив Господу Богу, і тілом спочив у печері, а духом ― у Небі, і молить Господа Бога за всіх, котрі вклоняються його святим мощам.
В сказаннях приведені тропар і кондак, в яких преподобний Іларіон прославляється за церковносл.«тихостен... и кроток нрав».
Упокоївся преподобний в монастирі, в Дальніх печерах. Дані антропологічних досліджень говорять, що помер св. Іларіон у віці 30~40 та ростом був 165 см. На тілі преподобного Іларіона Схимника як і прп. Федора Мовчазного виявлено загоєні переломи ребер.

## Іконографія
Відомо більше 15 гравюр і цілий ряд літографій зі зображенням прп. Іларіона. В іконописному оригіналі кін. XVIII ст. про вигляд святого Іларіона сказано: «Сед, брада Сергиева, на главе схима, риза преподобническая багор, испод бакан, руки сложил в место сердца, левою ногою стоит впрям».
Одноосібне поясне зображення прп. Іларіона 40-х рр. XIX ст. письма ієром. Іринарха з учнями, з майстерні Києво-Печерської лаври, як міститься біля раки з мощами преподобного. Святий представлений впівоберта вправо, в чернечому одязі, на голові кукіль, руки перед грудьми, долоня правої руки розкрита, в лівій - чотки, старець з широким обличчям і густою, злегка роздвоєною на кінці сивою бородою, напис на німбі: «С. Прп(д)бный Іларіонъ Схимникъ».
На зображеннях Собору Києво-Печерських святих святий представлений, як правило, в правій групі, за прп. Феодосієм Печерським, в чернечому вбранні, в 4-му ряді 3-м справа, між преподобними Зиноном та Григорієм з куколем на голові,  в ряду іноків, які спочивають у Дальніх печерах.

## Мощі
Мощі Іларіона, вперше вказані на плані Дальніх печер, складеному в 1795 р. Київським митр. Самуїлом (Миславським), на колишніх планах на цьому місці вказувалися нетлінні мощі прп. Зинона.
Його мощі знаходяться в Дальніх печерах, навпроти мощей Пафнутія Затвірника, поряд з Мойсеєм Чудотворецем та недалеко від підземної церкви Благовіщення Пресвятої Богородиці.

## Пам'ять
День ушанування пам'яті припадає на собор святих з Феодісієвих (дальніх) печер - 28 серпня.